# 秋山之下冰壯夫與春山之霞壯夫
兄神秋山之下冰壯夫（日语：アキヤマノシタビヲトコ）和弟神春山之霞壯夫（日语：ハルヤマノカスミヲトコ）乃《古事記》之記述，二者為日本神話裡的神祇。

## 概要

### 古事記之記載
依照《古事記》中卷記載，伊豆志之八前大神之女伊豆志袁登賣神（（日語）イヅシヲトメノカミ）長得如花似玉，八十神欲娶之皆不得婚。於是有二神，兄名秋山之下冰壯夫、弟名春山之霞壯夫，兄對弟說：「我想和伊豆志袁登賣神結婚卻不成，祢辦得到嗎？」弟答曰：「很簡單啊！」兄便說：「假如祢能娶到這位美嬌娘，我願把全身衣物都給祢，並把和我身體一樣高的一大甕酒和許多山珍海味都給祢，祢敢跟我打賭嗎？」
弟將兄之言全部告訴母親，後者取來許多葛藤，一夜之間縫製許多衣褲鞋襪和弓矢。母親讓小兒子穿戴所有衣物、揹上弓矢，前往伊豆志袁登賣神的住處，這些衣物和弓矢頃刻間悉成藤花。春山之霞壯夫將這些藤花掛在伊豆志袁登賣神住處之廁所前，後者見到這些漂亮的花朵覺得好奇而拿進屋內。春山之霞壯夫立於女神身後，跟著進屋內並隨即成親，並生下一子。
弟向兄告知：「我已經娶回伊豆志袁登賣神了。」但兄嫉妒不肯實現諾言，沒有把打賭之物給祂。弟失望地將原委一五一十告訴其母，後者痛恨大兒子言而無信，取伊豆志河沙洲中的一截青竹編織成八目竹籠，又取河中石頭沾鹽並以竹葉裹之，然後詛咒說：「像此竹葉發黑，像此竹葉乾枯，又像此鹽乾涸，又像此石沉底！」唸完咒語後將這些東西置放於竈上。兄果然受到咒語影響，八年之間身體日漸枯瘦飢黃。於是兄向其母求饒，請求移除詛咒和物品，身體也恢復原本健康的模樣。

## 解說
這個神話故事其實便是日文俗諺中「神うれづく（向神發誓打賭）」的由來，神名「秋山之下冰壯夫」乃是將冰霜布滿秋日山頭的樣子神格化，故兩位兄弟神象徵春季的祭祀祈求秋季的豐收。

## 外部連結
- （日語）古事記と兵庫県 （页面存档备份，存于）